# Gorraf
Gorraf war eine Masseneinheit (Gewichtsmaß) in Tripolis und Kyrenaika (Region östliches Libyen).
- 1 Gorraf = 9,75 Oka = 12,4995 Kilogramm
  - 1 Oka = 1282 Gramm
- 6 Gorraf = 1 Giarra = 58,5 Oka = 74,997 Kilogramm